# Handball-FDGB-Pokal 1982/83 (Frauen)
Der Handball-FDGB-Pokal der Frauen wurde mit der Saison 1982/83 zum 13. Mal ausgetragen. Beim Endrunden-Turnier in Schleife konnte der SC Leipzig ungeschlagen den Titel erringen.

## Teilnehmende Mannschaften
Für den FDGB-Pokal hatten sich folgende 50 Mannschaften qualifiziert:
| DDR-Oberliga die 10 Vereine der Saison 1982/83 | DDR-Liga die 24 Vereine der Saison 1982/83 | Bezirkspokalvertreter die 16 Vereine aus der Saison 1981/82 |
| - ASK Vorwärts Frankfurt/O. (TV) - SC Empor Rostock - SC Magdeburg - SC Leipzig - TSC Berlin - BSG Einheit/Sirokko Neubrandenburg - BSG Halloren Halle - TSG Wismar - BSG Sachsenring Zwickau - BSG Umformtechnik Erfurt (TV) – Titelverteidiger | Staffel Nord - BSG Post Magdeburg - SC Empor Rostock II - ASK Vorwärts Frankfurt/O. II - TSC Berlin II - BSG Lokomotive Rangsdorf - BSG FIKO Rostock - TSG Calbe - BSG Chemie PCK Schwedt - BSG Post Halberstadt - BSG Motor Mitte Magdeburg - BSG Einheit Grimmen - BSG Motor Hennigsdorf Staffel Süd - HSG DHfK Leipzig - SC Magdeburg II - SC Leipzig II - BSG Fortschritt Weißenfels - BSG Traktor Lommatzsch - BSG Einheit Pädagogik Leipzig - BSG Empor Dresden-Mitte - BSG Lokomotive Dresden - BSG Chemie “W.-P.-St.” Guben - BSG Fortschritt Cottbus - BSG Chemie Meißen - BSG Fortschritt Heiligenstadt | - Bezirk Rostock BSG Schiffselektronik Rostock - Bezirk Schwerin BSG Aufbau Boizenburg - Bezirk Neubrandenburg BSG Traktor Lychen - Bezirk Potsdam BSG Motor Falkensee - Ost-Berlin HSG Humboldt-Uni Berlin - Bezirk Frankfurt (Oder) BSG Stahl Eisenhüttenstadt - Bezirk Magdeburg BSG Traktor Förderstedt - Bezirk Halle BSG Chemie Wolfen BSG WBK 67 Halle-Neustadt - Bezirk Leipzig BSG Turbine Leipzig - Bezirk Cottbus BSG Chemie Weißwasser - Bezirk Dresden SG Dynamo Görlitz Ost - Bezirk Karl-Marx-Stadt BSG Sachsenring Zwickau II - Bezirk Erfurt BSG Umformtechnik Erfurt II - Bezirk Gera BSG Lokomotive Gera - Bezirk Suhl BSG Plasta Sonneberg |

## Modus
In der ersten und zweiten Hauptrunde, die wie die Dritte im K.-o.-System ausgespielt wurde, nahmen die Mannschaften aus der DDR-Liga und qualifizierte Bezirkspokalvertreter teil. Ab der dritten Hauptrunde kamen die zehn Mannschaften aus der DDR-Oberliga dazu. In diesen drei Runden hatten die Bezirksvertreter Heimvorteil gegenüber höherklassigen Mannschaften. Die vierte Hauptrunde wurde mit Hin- und Rückspiele durchgeführt. Nach der vierten Hauptrunde ermittelten dann die letzten fünf Mannschaften in einem Endrunden-Turnier den Pokalsieger.

## 1. Hauptrunde
|                               | Ergebnis    |                               |
| ----------------------------- | ----------- | ----------------------------- |
| BSG Motor Falkensee           | 07:34       | ASK Vorwärts Frankfurt/O. II  |
| BSG Stahl Eisenhüttenstadt    | 17:20       | BSG FIKO Rostock              |
| BSG Schiffselektronik Rostock | 21:23 n. V. | SC Empor Rostock II           |
| BSG Traktor Lychen            | 11:31       | TSC Berlin II                 |
| BSG Aufbau Boizenburg         | 09:25       | BSG Chemie PCK Schwedt        |
| BSG Lokomotive Rangsdorf      | 24:19       | BSG Einheit Grimmen           |
| SG Dynamo Görlitz Ost         | 13:22       | BSG Lokomotive Dresden        |
| BSG Chemie Wolfen             | 17:15       | BSG Fortschritt Cottbus       |
| BSG WBK 67 Halle-Neustadt     | 16:23       | BSG Traktor Lommatzsch        |
| BSG Traktor Förderstedt       | 14:17       | BSG Empor Dresden-Mitte       |
| BSG Chemie Weißwasser         | :           | BSG Fortschritt Weißenfels    |
| BSG Motor Hennigsdorf         | 20:18       | BSG Post Magdeburg            |
| BSG Post Halberstadt          | 20:12       | BSG Chemie Meißen             |
| BSG Umformtechnik Erfurt II   | 25:24 n. V. | BSG Motor Mitte Magdeburg     |
| HSG Humboldt-Uni Berlin       | 25:17       | TSG Calbe                     |
| BSG Turbine Leipzig           | 16:29       | SC Leipzig II                 |
| BSG Sachsenring Zwickau II    | 16:00       | BSG Einheit Pädagogik Leipzig |
| BSG Plasta Sonneberg          | 07:15       | BSG Fortschritt Heiligenstadt |
| SC Magdeburg II               | 28:21       | BSG Chemie “W.-P.-St.” Guben  |
| BSG Lokomotive Gera           | 17:28       | HSG DHfK Leipzig              |

## 2. Hauptrunde
| Datum           |                               | Ergebnis |                              |
| --------------- | ----------------------------- | -------- | ---------------------------- |
| So 2.01., 11:00 | BSG Chemie Weißwasser         | 13:32    | BSG Lokomotive Rangsdorf     |
| Sa 8.01., 14:45 | HSG Humboldt-Uni Berlin       | 18:22    | SC Empor Rostock II          |
| Sa 8.01., 16:00 | BSG Chemie Wolfen             | 23:29    | BSG Motor Hennigsdorf        |
| Sa 8.01., 16:00 | BSG Umformtechnik Erfurt II   | 22:20    | SC Leipzig II                |
| Sa 8.01., 16:00 | BSG Chemie PCK Schwedt        | 18:20    | ASK Vorwärts Frankfurt/O. II |
| Sa 8.01., 16:00 | BSG FIKO Rostock              | 24:19    | SC Magdeburg II              |
| Sa 8.01., 16:00 | BSG Fortschritt Heiligenstadt | 18:28    | HSG DHfK Leipzig             |
| Sa 8.01., 16:00 | BSG Empor Dresden-Mitte       | 17:29    | TSC Berlin II                |
| Sa 8.01., 16:00 | BSG Traktor Lommatzsch        | 22:19    | BSG Lokomotive Dresden       |
| Sa 8.01., 16:00 | BSG Einheit Pädagogik Leipzig | 13:17    | BSG Post Halberstadt         |

## 3. Hauptrunde
| Datum           |                              | Ergebnis |                                    |
| --------------- | ---------------------------- | -------- | ---------------------------------- |
| Fr 1.04., __:__ | BSG Post Halberstadt         | 15:21    | BSG Halloren Halle                 |
| Mi 6.04., 15:00 | SC Empor Rostock II          | 12:20    | TSC Berlin                         |
| Mi 6.04., 17:00 | BSG FIKO Rostock             | 16:20    | TSG Wismar                         |
| Mi 6.04., 17:00 | BSG Lokomotive Rangsdorf     | 13:20    | BSG Einheit/Sirokko Neubrandenburg |
| Mi 6.04., 17:00 | BSG Umformtechnik Erfurt II  | 17:20    | BSG Sachsenring Zwickau            |
| Mi 6.04., 17:00 | ASK Vorwärts Frankfurt/O. II | 17:20    | SC Leipzig                         |
| Mi 6.04., 17:00 | TSC Berlin II                | 23:21    | SC Empor Rostock                   |
| Mi 6.04., 17:00 | BSG Moto Hennigsdorf         | 10:42    | SC Magdeburg                       |
| Mi 6.04., 17:00 | HSG DHfK Leipzig             | 20:25    | ASK Vorwärts Frankfurt/O.          |
| 0               | BSG Traktor Lommatzsch       | [ H3 1 ] | BSG Umformtechnik Erfurt           |

1. ↑  BSG Umformtechnik Erfurt kam kampflos weiter

## 4. Hauptrunde
| Datum                       |                                    | Gesamt |                           | Hinspiel | Rückspiel |
| --------------------------- | ---------------------------------- | ------ | ------------------------- | -------- | --------- |
| Mi 13. April / So 17. April | BSG Umformtechnik Erfurt           | 30:59  | SC Magdeburg              | 14:28    | 16:31     |
| Mi 13. April / So 17. April | BSG Einheit/Sirokko Neubrandenburg | 27:46  | ASK Vorwärts Frankfurt/O. | 12:24    | 15:22     |
| Mi 13. April / So 17. April | BSG Halloren Halle                 | 37:32  | TSG Wismar                | 16:14    | 21:18     |
| Mi 13. April / So 17. April | BSG Sachsenring Zwickau            | 35:63  | SC Leipzig                | 15:26    | 20:37     |
| So 15. Mai / Di 17. Mai     | TSC Berlin II                      | 35:46  | TSC Berlin                | 21:23    | 14:23     |

## Endrunde
Die Endrunde fand vom 14. bis 18. Juni 1983 in Schleife statt.

### Spiele
1. Spieltag: Di 14. Juni
| 17.15 Uhr                            | SC Magdeburg       | – | SC Leipzig | 21:24 |
| 18.45 Uhr                            | BSG Halloren Halle | – | TSC Berlin | 14:18 |
| Spielfrei: ASK Vorwärts Frankfurt/O. |                    |   |            |       |

2. Spieltag: Mi 15. Juni
| 17.15 Uhr               | TSC Berlin         | – | SC Leipzig                | 12:23 |
| 18.45 Uhr               | BSG Halloren Halle | – | ASK Vorwärts Frankfurt/O. | 17:27 |
| Spielfrei: SC Magdeburg |                    |   |                           |       |

3. Spieltag: Do 16. Juni
| 17.00 Uhr             | SC Magdeburg              | – | BSG Halloren Halle | 33:14 |
| 18.30 Uhr             | ASK Vorwärts Frankfurt/O. | – | TSC Berlin         | 18:19 |
| Spielfrei: SC Leipzig |                           |   |                    |       |

4. Spieltag: Fr 17. Juni
| 17.00 Uhr                     | TSC Berlin | – | SC Magdeburg              | 19:19 |
| 18.30 Uhr                     | SC Leipzig | – | ASK Vorwärts Frankfurt/O. | 22:20 |
| Spielfrei: BSG Halloren Halle |            |   |                           |       |

5. Spieltag: Sa 18. Juni
| 10.00 Uhr             | SC Leipzig                | – | BSG Halloren Halle | 27:13 |
| 11.30 Uhr             | ASK Vorwärts Frankfurt/O. | – | SC Magdeburg       | 26:21 |
| Spielfrei: TSC Berlin |                           |   |                    |       |

### Abschlusstabelle
| Pl. | Verein                    | Sp. | S | U | N | Tore    | Diff. | Punkte |
| --- | ------------------------- | --- | - | - | - | ------- | ----- | ------ |
| 1.  | SC Leipzig                | 4   | 4 | 0 | 0 | 096:660 | +30   | 08:0   |
| 2.  | TSC Berlin                | 4   | 2 | 1 | 1 | 068:740 | −6    | 05:30  |
| 3.  | ASK Vorwärts Frankfurt/O. | 4   | 2 | 0 | 2 | 091:790 | +12   | 04:40  |
| 4.  | SC Magdeburg              | 4   | 1 | 1 | 2 | 094:830 | +11   | 03:50  |
| 5.  | BSG Halloren Halle        | 4   | 0 | 0 | 4 | 058:105 | −47   | 0:80   |

### FDGB-Pokalsieger
| 1.                  | SC Leipzig |
| ------------------- | --- |
| Logo vom SC Leipzig | - Tor: Andrea Wolf, Christine Nothnagel, Christine Roscher - Feldspieler: Kerstin Knüpfer (9/–), Kerstin Nindel (6/1), Lolita Krenz (11/–), Petra Uhlig (19/2) , Eva Langenberg (6/2), Angela Werner (11/5), Liane Kämpf (17/2), Heike Hadlich (9/–), Ulrike Kleiner (1/–), Carmen Schneider (4/–), Ute Krause (3/–) – (Tore/7 m) - Trainer: Klaus Franke |

### Torschützenliste
Torschützenkönigin des Endturniers wurde Evelyn Hübscher vom ASK Vorwärts Frankfurt/O. mit 30 Toren.
|     | Spieler           | Verein                    | Tore / 7 m |
| --- | ----------------- | ------------------------- | ---------- |
| 01. | Evelyn Hübscher   | ASK Vorwärts Frankfurt/O. | 30 / 4     |
| 02. | Sybille Wagner    | ASK Vorwärts Frankfurt/O. | 25 / 8     |
| 03. | Petra Uhlig       | SC Leipzig                | 19 / 2     |
| 04. | Manuela Voigt     | BSG Halloren Halle        | 18 / 1     |
| 04. | Ivia Rußbüldt     | SC Magdeburg              | 18 / 5     |
| 06. | Liane Kämpf       | SC Leipzig                | 17 / 2     |
| 06. | Viola Ide         | TSC Berlin                | 17 / 6     |
| 08. | Annegret Matthäus | TSC Berlin                | 15 / –     |